# Lee (Florida)
Lee ist eine Stadt im Madison County im US-Bundesstaat Florida. Das U.S. Census Bureau hat bei der Volkszählung 2020 eine Einwohnerzahl von 375 ermittelt.

## Geographie
Lee liegt rund 10 km östlich von Madison sowie etwa 90 km östlich von Tallahassee.

## Geschichte
Die Stadtgründung erfolgte im Jahre 1909. Durch Lee führt eine im Jahre 1861 von der Pensacola and Georgia Railroad erbaute Bahntrasse, die zu diesem Zeitpunkt von Tallahassee bis Lake City fertiggestellt wurde. Heute operiert auf der Strecke die Bahngesellschaft CSX.

## Demographische Daten
Laut der Volkszählung 2010 verteilten sich die damaligen 352 Einwohner auf 235 Haushalte. Die Bevölkerungsdichte lag bei 110,0 Einw./km². 80,1 % der Bevölkerung bezeichneten sich als Weiße, 7,7 % als Afroamerikaner, 0,9 % als Indianer und 0,9 % als Asian Americans. 7,4 % gaben die Angehörigkeit zu einer anderen Ethnie und 3,1 % zu mehreren Ethnien an. 13,1 % der Bevölkerung bestand aus Hispanics oder Latinos.
Im Jahr 2010 lebten in 34,8 % aller Haushalte Kinder unter 18 Jahren sowie 34,1 % aller Haushalte Personen mit mindestens 65 Jahren. 78,8 % der Haushalte waren Familienhaushalte (bestehend aus verheirateten Paaren mit oder ohne Nachkommen bzw. einem Elternteil mit Nachkomme). Die durchschnittliche Größe eines Haushalts lag bei 2,67 Personen und die durchschnittliche Familiengröße bei 2,97 Personen.
27,6 % der Bevölkerung waren jünger als 20 Jahre, 23,3 % waren 20 bis 39 Jahre alt, 23,6 % waren 40 bis 59 Jahre alt und 25,5 % waren mindestens 60 Jahre alt. Das mittlere Alter betrug 39 Jahre. 53,4 % der Bevölkerung waren männlich und 46,6 % weiblich.
Das durchschnittliche Jahreseinkommen lag bei 46.719 $, dabei lebten 20,6 % der Bevölkerung unter der Armutsgrenze.
Im Jahr 2000 war Englisch die Muttersprache von 100 % der Bevölkerung.

## Verkehr
Lee wird vom U.S. Highway 90 (SR 10) durchquert. Die nächsten Flughäfen sind der in Georgia gelegene Valdosta Regional Airport (rund 50 km nördlich) sowie der Tallahassee International Airport (rund 120 km westlich).